# Bromus madritensis

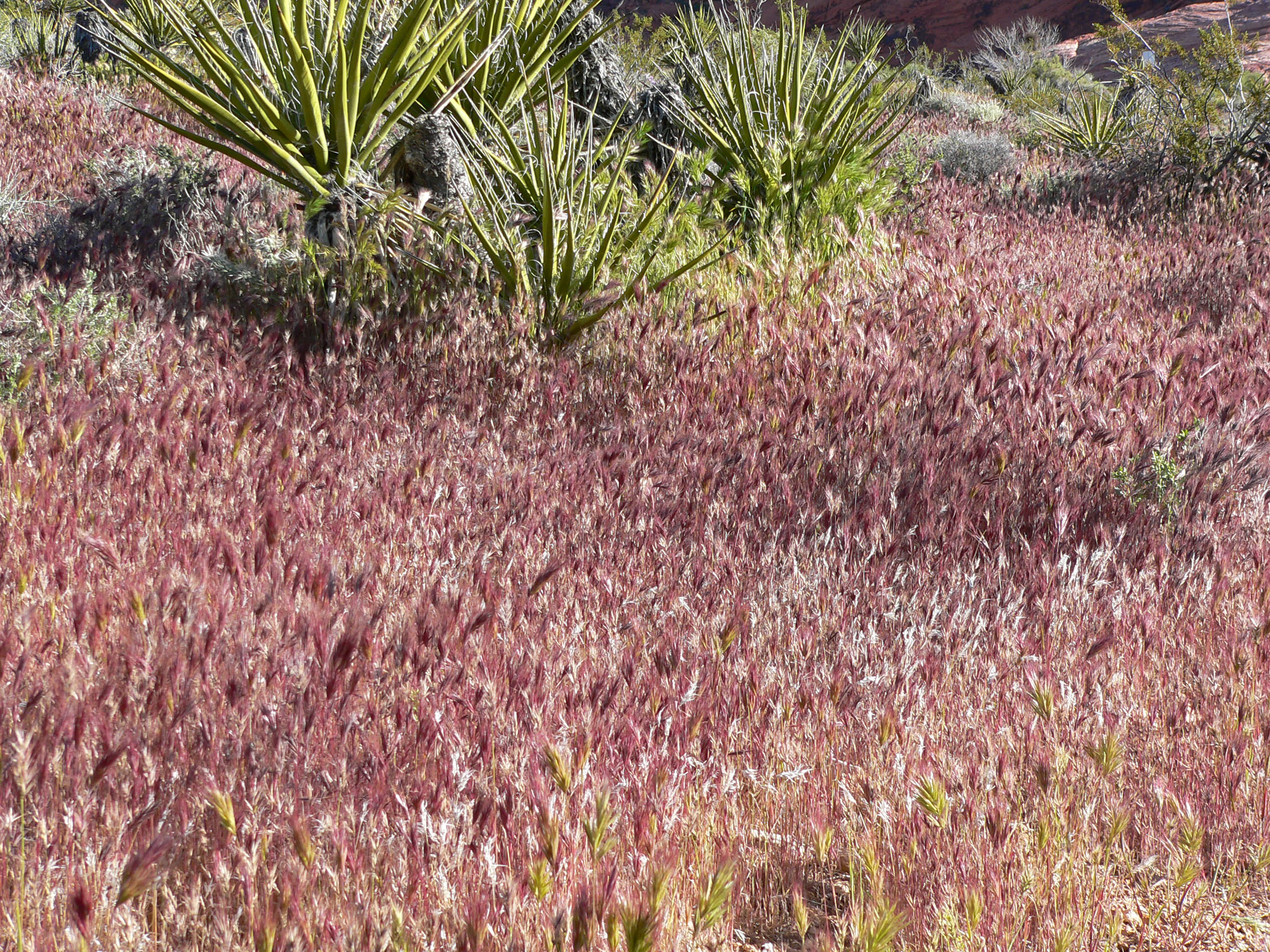
Bromus madritensis subsp. rubens en una zona semiàrida

Bromus madritensis (també, B. matritensis) és una espècie herbàcia del gènere Bromus que considerada mala herba i planta invasora. El seu epítet específic prové de la ciutat de Madrid. Es troba a tots els Països Catalans.

## Descripció
Fa de 10 a 60 cm d'alçada. Panícula verdosa i finalment brunenca, més o menys laxa amb els branquillons de 10 a 25 mm, sovint més llarga que les espícules de 4 a 10 x 2 a 5 cm; arestes erectes a la maturitat. Herba finament pubescent. Fulles amb lígula ovada i limbe de 10-20 cm x 2-4 mm. Floreix de març a juliol.

## Hàbitat
Herbeis de plantes anuals moderadament nitròfils dels erms i de les vores dels camins. Viu des del nivell del mar fins als 1.500 metres d'altitud. Mediterrània i submediterrània, arriba pel nord fins al sud d'Anglaterra i a l'est fins al Pròxim Orient. S'ha naturalitzat en molts altres llocs del món, per exemple a Amèrica del nord. És resistent a la sequera.

## Subespècies
Hi ha dues subespècies:
- B. m. subsp. madritensis: panícules menys denses, tija menys pilosa
- B. m. subsp. rubens (sinònim Bromus rubens) - panícules denses i les tiges lleugerament més piloses